# KV63
KV63 là ngôi mộ gần đây nhất được khám phá ở Thung lũng của các vị Vua Ai Cập, của Pharaon Necropolis. Những thông tin ban đầu của nó là một ngôi mộ của hoàng gia Ai Cập, nó được tin rằng có được một phòng lưu trữ cho quá trình ướp xác. Nó đã được tìm thấy vào năm 2005 bởi một nhóm các nhà khảo cổ học dẫn đầu bởi Tiến sĩ Otto Schaden.
Các buồng này chứa tổng cộng bảy cỗ quan tài bằng gỗ và nhiều lọ chứa lớn. Tất cả quan tài hiện nay đều đã được mở ra, và được tìm thấy chỉ để chứa xác ướp. Ngoài ra còn có các lọ chứa xác ướp của động vật, các nguyên liệu có trong có xác ướp động vật bao gồm cả muối, khăn trải giường, và đồ gốm bị cố ý phá vỡ.
Một số tác phẩm làm bằng đất sét có dấu ấn chứa các văn bản, như một phần từ 'pa-ten', một phần của nó được sử dụng bởi vợ của Tutankhamun là Ankhesenamun.
KV63 đã được xem xét lại bởi đội Schaden một lần nữa trong năm 2010, cùng với một nhóm phóng viên. 16 lọ lưu trữ đã được phát hiện, và một thanh gỗ với hình đầu sư tử, cùng với những lọ rượu, đã được phát hiện ra. Đội đưa ra giả thuyết cho rằng căn phòng này có thể đã được sử dụng bởi Tutankhamun và gia đình Embalmers, trong một thời gian từ năm 1337 đến 1334 trước Công Nguyên.